# The Man Who Sold the World
| Recensione | Giudizio |
| ---------- | -------- |
| Ondarock   |          |
| AllMusic   |          |

The Man Who Sold the World è il terzo album in studio del cantautore inglese David Bowie, pubblicato dalla Mercury Records nel 1970 negli Stati Uniti e nel 1971 nel Regno Unito.
Non venne estratto all'epoca alcun singolo. Successivamente due tracce vennero pubblicate anche su 45 giri come lato B: Black Country Rock nel gennaio 1971 e la title track nel giugno 1973.
Nonostante la debole accoglienza iniziale, con gli anni divenne uno degli album di Bowie più considerati: «Solamente dopo alcuni anni il disco ebbe il meritato riconoscimento per il suono e la concezione compositiva d'avanguardia», disse il bassista e produttore Tony Visconti che lo definì «quasi un manuale su come fare un disco alternativo», citandolo come la sua collaborazione preferita con Bowie insieme a Scary Monsters (and Super Creeps).
Artisti di orientamento musicale diverso come Boy George e Kurt Cobain lo hanno spesso citato come fonte d'ispirazione e Gaz Coombes ha dichiarato nel 2003: «Potrei dire che è il mio album preferito di tutti i tempi... Bowie dimostra come sia possibile suonare con una band di hard rock e avere comunque idee sofisticate».
L'album è al 57º posto nella classifica dei 100 migliori album di tutti i tempi di NME, al 4º in quella della rivista norvegese Panorama, relativamente al periodo 1970-1998, e al 10º nella classifica dei 50 dischi a orientamento omosessuale del magazine inglese Attitude.

## Stile
(Tony Visconti, 2014)
Le atmosfere dolci e malinconiche si alternano a vigorosi arrangiamenti hard rock e frenetici assoli di chitarra che ne fanno uno dei prodotti più duri di David Bowie fino a Tin Machine del 1989. Stilisticamente rappresenta una deviazione dalle atmosfere prevalentemente folk e acustiche del precedente Space Oddity e del successivo Hunky Dory. La chitarra elettrica di Mick Ronson, al primo album con Bowie, è da questo punto di vista uno dei capisaldi dell'album. «Gli idoli di Mick erano i Cream», ha affermato Tony Visconti, «faceva suonare Woody come Ginger Baker e me come Jack Bruce. Oltre a Ronson, il disco vide anche la partecipazione del batterista Mick Woodmansey, un altro membro dei futuri Spiders from Mars.
Riguardo ai temi, Bowie dichiarò che voleva lavorare «in una specie di microcosmo da cui l'elemento umano era stato escluso, dove si aveva a che fare con una società tecnologica. Quel mondo era un territorio sperimentale in cui poter fare cose pericolose senza che nessuno corresse troppi rischi, a parte i rischi delle idee». In un'altra occasione, facendo riferimento al rapporto col fratellastro affetto da schizofrenia Terry Burns, il cantante descrisse i contenuti dell'album come «problemi familiari ed analogie espresse in forma di fantascienza». In effetti i testi sono più complessi e meno lineari rispetto al passato e Bowie comincia a sperimentare tecniche di scrittura meno narrative e temi che continuerà a sviluppare negli anni successivi: l'ambiguità sessuale e lo sdoppiamento di personalità di The Width of a Circle e della title track, l'isolamento e la pazzia di All the Madmen, i falsi guru e i totalitarismi di The Supermen e Saviour Machine.

## Influenze

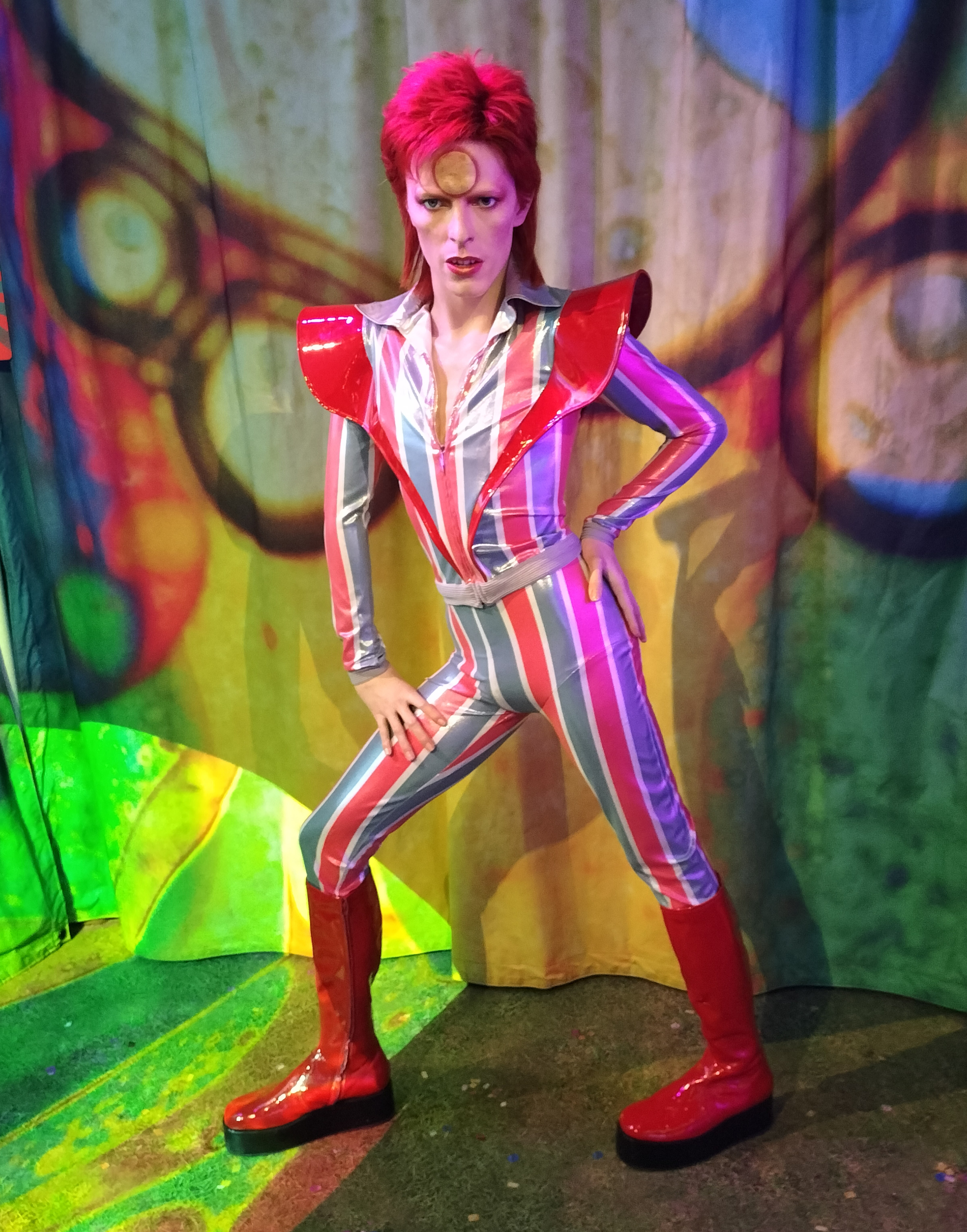

Sebbene i testi siano meno autobiografici dell'album precedente, The Man Who Sold the World esplora un territorio piuttosto intimo e il materiale sembra risentire dei turbamenti che affliggevano il mondo di David Bowie nel 1969. La morte di suo padre, la fine del rapporto con la compagna Hermione, il fallimento del laboratorio artistico fondato a Beckenham e soprattutto il peggioramento della salute mentale del fratellastro Terry sono rappresentate nell'album attraverso un immaginario fatto di paranoia, depressione e allucinazioni schizoidi. Trent'anni dopo il cantante ha rivelato: «In quel periodo vedevo spesso il mio fratellastro e ovviamente credo che ciò abbia avuto un certo effetto su di me... Credo che in un certo senso il suo spirito aleggi in gran parte di quel materiale... Conoscendo la fragile stabilità mentale della mia famiglia in generale, nel ramo materno in particolare, penso che fossi terribilmente preoccupato di stabilire esattamente quale fosse la mia condizione mentale e dove potesse condurmi».
Un aspetto che contribuisce a rendere particolarmente angoscianti canzoni come All the Madmen, After All o la stessa title track è la mancanza dell'intensa lucentezza fantascientifica che nel 1972 avrebbe caratterizzato l'album The Rise and Fall of Ziggy Stardust and the Spiders from Mars. In queste tracce, così come in Saviour Machine e The Supermen, si viene guidati nelle profondità di un inconscio oscuramente nietzschiano in cui le teorie riguardanti il superuomo e la dottrina del potere del filosofo tedesco danno origine a incontri con quelli che il cantante chiamò poi i suoi "diavoli e angeli".
Ciò introduce un altro tema ricorrente e connesso al titolo dell'album: la maggior parte delle canzoni includono infatti l'immagine centrale di un narratore in una posizione di vantaggio e passa attraverso esperienze inattese e spiacevoli. Come ha suggerito il biografo Nicholas Pegg, è probabile che nel 1970 i "demoni" interiori di Bowie combattessero su un piano quasi apocalittico e, in effetti, il trait d'union che lega le varie tracce dell'album va forse individuato nel passaggio del Vangelo in cui Cristo è tentato dal Demonio che lo induce a diventare, in effetti, "l'uomo che ha venduto il mondo".

## Registrazione
Nei primi mesi del 1970 Tony Visconti e Mick Ronson costruirono uno studio di registrazione sotto la tromba delle scale di Haddon Hall, a Beckenham, dove Bowie si era trasferito l'anno precedente e dove realizzò buona parte del materiale di questo periodo. Le sessioni vere e proprie iniziarono il 18 aprile ai Trident Studios di Londra e andarono avanti a intermittenza fino al 1º maggio, per proseguire agli Advision Studios fino al 22 maggio.
A quanto pare Visconti trascorse la maggior parte del tempo cercando di scuotere il novello sposo Bowie, da poco convolato a nozze con Angela Barnett, dalla sua apparente apatia per il progetto: «Non aveva proprio nessuna voglia di uscire dal letto e scrivere una canzone... noi buttavamo giù gli accordi, gli arrangiamenti, gli assolo di chitarra, i sintetizzatori e David se ne stava nel corridoio degli Advision, mano nella mano con Angela a tubare». Solo alla fine, soprattutto durante la fase di missaggio, il cantante fece la sua comparsa per registrare le parti vocali.
Le sessioni di The Man Who Sold the World segnarono la fine della collaborazione di Bowie con John Cambridge, che suonava con lui dai tempi di Space Oddity. Il batterista degli Hype, che in questo periodo accompagnavano David nelle esibizioni dal vivo, fu infatti licenziato dopo aver avuto difficoltà con la partitura ritmica in The Supermen e rimpiazzato da Mick Woodmansey che come Mick Ronson proveniva dai Rats. «Mick era un batterista fondamentale», ricordò Bowie anni dopo, «piuttosto aperto alle indicazioni, si può dire che realizzò ciò che avevo in mente, più di quanto abbiano fatto la maggior parte dei batteristi con cui ho suonato. Il suo forte era il rock britannico e il rhythm & blues britannico».
Gli elementi del gruppo diventarono cinque con l'arrivo del tastierista Ralph Mace, un dirigente della Philips Records diventato il riferimento di Bowie all'interno della casa discografica al tempo della registrazione di The Prettiest Star, «un virtuoso, oltre che un caro amico che ci appoggiava», come confermò Tony Visconti. Mace definì le sessioni «una costruzione creativa, una sintesi» e dissentì con Visconti riguardo all'approccio di Bowie alle prove: «David tirava fuori le idee alle persone... avevo l'impressione che sapesse esattamente ciò che voleva o non voleva».

## Pubblicazione e accoglienza
(Chris Van Ness, Los Angeles Free Press, 1971)
The Man Who Sold the World uscì il 4 novembre 1970 negli Stati Uniti mentre in Europa, Australia e Nuova Zelanda vide la luce solo nell'aprile 1971, quasi un anno dopo la fine delle registrazioni.
Il disco ricevette una buona accoglienza da parte della critica statunitense, il che diede origine al primo tour promozionale di Bowie oltreoceano nel febbraio 1971. Sul Los Angeles Free Press, Chris Van Ness scrisse «C'è una sottile vena di follia che corre lungo l'album... I concetti espressi dal brano che gli dà il titolo, da The Supermen o da Saviour Machine non sono normali temi di canzoni ma David Bowie non è un autore normale». Rolling Stone considerò l'album «uniformemente eccellente» e «un'esperienza stuzzicante quanto emozionante, ma solo per un ascoltatore sufficientemente integro da fronteggiare la sua schizofrenia... L'uso di eco, riverbero e altri effetti applicati da Tony Visconti sulla voce di Bowie per ottenere un timbro strano e sovrannaturale... serve ad accentuare il carattere scabroso delle parole e della musica, suonata con stile minaccioso da un quartetto, a tratti magnifico, guidato dai maniacali glissati del basso di Visconti».
Anche in patria l'album ottenne recensioni discrete alla sua uscita. Melody Maker lo definì «un disco sorprendentemente ottimo, con alcuni formidabili lampi di splendore», mentre NME rilevò «un pizzico d'orrore in All the Madmen, un tranquillo andamento folk in After All e una notevole spinta in The Width of a Circle», anche se considerò il tono generale «piuttosto isterico».
Nonostante le buone recensioni l'album si rivelò un insuccesso commerciale soprattutto nel Regno Unito. Negli Stati Uniti le vendite erano andate leggermente meglio grazie anche al lancio pubblicitario della Mercury Records. A tale proposito Bowie spiegò in un'intervista per la rivista Disc and Music Echo: «Innanzitutto ho goduto di una massiccia programmazione radiofonica, inoltre immagino che risultasse in un certo senso più gradito di cose che avevo fatto in passato, grazie al suo accompagnamento piuttosto "pesante"».
All'approssimarsi dell'uscita del disco in Gran Bretagna ci furono alcuni riferimenti a vendite massicce oltreoceano che si rivelarono presto una montatura pubblicitaria. Sul numero di Melody Maker del 22 gennaio 1972, Michael Watts dichiarò ironicamente che The Man Who Sold the World aveva venduto 50 000 copie negli Stati Uniti e non più di 5 in Gran Bretagna, aggiungendo che era stato lo stesso Bowie a comprarle.
Riproposto nel 1972 sulla scia della svolta avvenuta con The Rise and Fall of Ziggy Stardust and the Spiders from Mars, l'album ebbe maggiore successo dal punto di vista commerciale e raggiunse il 24º posto nella Official Albums Chart rimanendo in classifica per 30 settimane, mentre negli Stati Uniti non andò oltre la posizione numero 105 nella Billboard 200.
Con la pubblicazione dell'edizione rimasterizzata del 1990 The Man Who Sold the World ha fatto un'altra fugace apparizione nella classifica inglese al 66º posto e all'inizio del 2016, dopo la morte di David Bowie l'album ha guadagnato nuova popolarità raggiungendo la 21ª posizione, oltre ad arrivare al 48º posto nei Paesi Bassi, al 49º posto in Italia e al 149º posto in Francia. Il 12 febbraio 2016 è stato certificato disco d'oro nel Regno Unito dalla BPI.

## Copertina
Negli ultimi giorni del suo rapporto professionale con David Bowie, il manager Kenneth Pitt aveva pianificato di contattare un grande artista per disegnare la copertina dell'album. La lista includeva Andy Warhol, David Hockney e Patrick Procktor ma il progetto svanì e David si rivolse allo scrittore e disegnatore Michael Weller, frequentatore abituale del laboratorio artistico fondato dal cantante a Beckenham il cui lavoro riecheggiava lo stile pop art di Warhol e Roy Lichtenstein. L'intenzione era quella di una copertina che rispecchiasse l'atmosfera sinistra dell'album e il risultato fu un fumetto intitolato "Metrobolist", ispirato dal film Metropolis di Fritz Lang, con una tetra veduta dell'ingresso principale del Cane Hill Hospital, dove oltre al fratellastro Terry era ricoverato un amico di Weller, e una figura di cowboy copiata da una fotografia di John Wayne con in mano un fucile in primo piano.

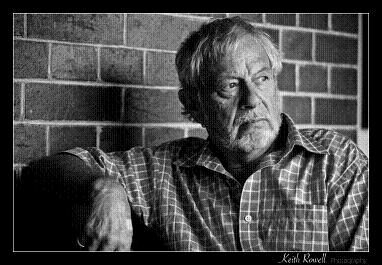
Il fotografo Keith McMillan, autore della copertina della versione inglese dell'album.

Anche se Bowie si mostrò molto soddisfatto del disegno ultimato, poco dopo cambiò idea e per l'edizione che sarebbe uscita nel Regno Unito chiese al dipartimento artistico della Philips di commissionare al fotografo Keith McMillan un servizio nel soggiorno della sua residenza di Haddon Hall. Si sistemò su una sedia a sdraio con un vestito di satin crema e blu comprato alla boutique londinese "Mr. Fish" (un vestito da uomo, come precisò in seguito) con una mano che lasciava cadere l'ultima carta di un mazzo sparso per terra e l'altra che giocava con i suoi nuovi fluenti riccioli "post-hippy". In seguito spiegò che la foto, rappresentazione dell'ambiguità sessuale che Bowie già perseguiva, intendeva riprodurre lo stile del pittore preraffaellita Dante Gabriel Rossetti.
Quando la RCA Records ripubblicò The Man Who Sold the World nel 1972, in copertina apparve una foto in bianco e nero scattata da Brian Ward raffigurante David con la sua prima acconciatura alla Ziggy Stardust nell'atto di dare un calcio. Nella riedizione del 1990 venne riproposta la foto di McMcmillan e nella confezione furono incluse le varie copertine alternative, compreso il disegno della pubblicazione originale tedesca che era totalmente diversa: una curiosa vignetta di un Bowie alato sul frontespizio ed un androgino ritratto con berretto sul retro.

## Tracce
Testi e musiche di David Bowie.
Lato A
1. The Width of a Circle – 8:05
2. All the Madmen – 5:38
3. Black Country Rock – 3:32
4. After All – 3:51

Lato B
1. Running Gun Blues – 3:11
2. Saviour Machine – 4:25
3. She Shook Me Cold – 4:13
4. The Man Who Sold the World – 3:55
5. The Supermen – 3:38

### Tracce bonus della riedizione 1990
Testi e musiche di David Bowie.
1. Lightning Frightening (inedita, 1970) – 3:38
2. Holy Holy (registrazione del 1973) – 2:20
3. Moonage Daydream (Versione The Arnold Corns, 1971) – 3:52
4. Hang On to Yourself (Versione The Arnold Corns, 1971) – 2:51

## Formazione
- David Bowie - voce, chitarra, stilofono
- Mick Ronson - chitarra, sintetizzatore
- Tony Visconti - basso, pianoforte, chitarra
- Mick Woodmansey - batteria
- Ralph Mace - sintetizzatore

## Descrizione dei brani

### The Width of a Circle
Nella traccia di apertura viene riproposto il rifiuto delle dottrine e dei guru che aveva caratterizzato Space Oddity e comincia ad emergere anche l'ambiguità sessuale che caratterizzerà la vita e le opere di Bowie nei primi anni settanta. Soprattutto il brano è stato collegato alle visioni schizofreniche del fratellastro Terry e a quella che è stata definita "la danza con gli spettri della malattia mentale di David".

### All the Madmen
Citata come influenza significativa da band come Siouxsie and the Banshees, The Cure e Nine Inch Nails, anche la seconda traccia è ispirata a Terry che due anni prima era stato confinato nel Cane Hill Hospital di Londra, oltre che al classico della letteratura beat Sulla strada di Jack Kerouac, che proprio Terry fece conoscere a David.

### Black Country Rock
Mentre all'inizio delle sessioni di registrazione la melodia era già stata scritta, a quanto pare le parole di Black Country Rock furono aggiunte all'ultimo momento, dopo che Tony Visconti chiese indicazioni a un Bowie particolarmente "svogliato". Questo spiegherebbe il carattere minimale del testo, un unico verso ripetuto di due righe più il ritornello, che tuttavia cristallizza il tema della spinta al viaggio che ricorre per tutto l'album.
Il brano, vivace e piuttosto "tirato", vede Bowie calato in un'imitazione del caratteristico "gorgheggio elettrico" di Marc Bolan, a proposito del quale Visconti in seguito ricordò che il cantante diede spontaneamente quell'impronta vocale perché aveva sbagliato a cantare un verso: «Lo fece per scherzo, ma noi tutti pensammo che non era male e quindi l'abbiamo mantenuta. Infatti l'abbiamo registrata di nuovo e io ho assottigliato la voce di David mediante l'equalizzatore per farla assomigliare ancora di più a quella di Bolan».
Cover di Black Country Rock sono state pubblicate dai Big Drill Car come lato B di No Worse for the Wear del 1994, da T. Tex Edwards and The Swingin' Cornflake Killers in Only Bowie del 1995 e in Up Against the Floor del 1998, e dai Claws of Paradise in Hero - The MainMan Records Tribute to David Bowie del 2007.

### After All
Definita dal biografo David Buckley "la gemma nascosta dell'album", After All evoca un'atmosfera gotica con un testo che esplora i consueti territori della prima produzione di Bowie, paranoia, isolamento e repressione suburbana. Il verso «Live till your rebirth and do what you will» («Vivi fino alla tua rinascita e fai quello che vuoi») richiama il mistico inglese Aleister Crowley e il suo credo «Fai ciò che vuoi sarà tutta la legge», mentre il sinistro coro del controcanto «Oh, by jingo» ricorda gli effetti vocali presenti anche in All the Madmen.

### Running Gun Blues
Caratterizzata da contrasti stilistici e cambi di metrica tipici dell'heavy metal, Running Gun Blues vede Bowie tornare alle canzoni di protesta "alla Bob Dylan" che avevano contraddistinto il precedente album Space Oddity. Il cantante usa un testo insolitamente diretto, scritto un pomeriggio in cui veniva continuamente interrotto per delle interviste secondo il ricordo di Angela Bowie, e assume le sembianze di un alienato veterano della guerra del Vietnam che, una volta tornato a casa, si trasforma in un sanguinario serial killer.
Oltre che lo spirito antimilitarista, il biografo Nicholas Pegg ha suggerito come probabile fonte d'ispirazione il processo che nel 1969 portò davanti alla corte marziale il tenente William Calley, accusato del massacro di My Lai durante il quale vennero uccisi gli oltre 300 abitanti del villaggio vietnamita.

### Saviour Machine
Con un arrangiamento quasi orchestrale e l'inizio sfumato, Saviour Machine anticipa la fantascienza assolutistica che emergerà nel 1974 in Diamond Dogs. Il racconto allegorico in cui President Joe compie la scalata al potere rimettendo ogni responsabilità a un computer che si ribella ai suoi stessi creatori propone il pericoloso fascino della leadership e l'ingerenza profana nella dimensione spirituale, temi che verranno in seguito ulteriormente sviluppati da Bowie.

### She Shook Me Cold
(Tony Visconti, 7 luglio 2011)
Definita da Tony Visconti uno dei "momenti classici" di The Man Who Sold the World, la canzone risulta in linea con il rock dei primi anni settanta, «un blues alla Cream, paragonabile per l'atteggiamento solo a Dolly Dagger di Hendrix» come venne descritta da Ron Ross sulla rivista Words & Music nel 1972.
Bowie inizia a portare in primo piano l'ironia glam metal dell'identità sessuale, mettendosi nei panni di un seduttore insaziabile che si imbatte in una donna con un desiderio sessuale più forte del suo. Come ha scritto il biografo James Perone, «è ciò che sono il glam rock e l'heavy metal, l'esplorazione degli estremi e delle frange oscure della sessualità».
In realtà David durante le sessioni preferiva girare per negozi di antiquariato con la moglie Angela e vivere una vita leggermente decadente a Haddon Hall, e solo durante la fase di missaggio fece la sua comparsa per registrare la parte vocale. Proprio per questo She Shook Me Cold risulta difficilmente identificabile come canzone di David Bowie e l'arrangiamento in stile rock progressivo è in effetti opera di Mick Ronson.
Una cover di She Shook Me Cold, intitolata She Shook Me, è stata pubblicata dai Pain Teens in Born in Blood del 1990.

### The Man Who Sold the World
Dopo aver mantenuto a lungo la massima segretezza intorno al significato della title track, nel 1997 Bowie ha parlato del brano durante lo special radiofonico della BBC ChangesNowBowie: «Penso di averla scritta perché c'era una parte di me che stavo ancora cercando... Per me quella canzone ha sempre esemplificato lo stato d'animo che si prova quando si è giovani, quando ci si rende conto che c'è una parte di noi che non siamo ancora riusciti a mettere insieme...» Con gli anni è diventato un classico del repertorio di David Bowie, grazie anche alla cover eseguita dai Nirvana del 1993.

### The Supermen
Intrisa delle influenze nietzschiane e fantascientifiche che pervadono tutto l'album, l'ultima traccia è un'allegoria delle "tragiche vite senza fine" di "esseri meravigliosi incatenati alla vita" che si sovrappone al rifiuto della morale terrena da parte del superuomo. In un'intervista del 1973 Bowie aggiunse altri significati al brano: «Avevo scritto una canzone intitolata The Supermen che parlava dell'Homo Superior e attraverso di essa mi sono interessato al nazismo. Sono sopraffatto dai loro metodi diabolici. Non c'è spazio nella mia testa per la loro teoria, gli effetti osceni, il terribile disprezzo per la vita umana».

## Riedizioni
A partire dal 1972 l'album è stato ripubblicato diverse volte e nel 1984 è uscita la prima versione in compact disc. Nel 1990 è stata distribuita un'edizione rimasterizzata che includeva quattro tracce bonus tra cui l'inedita Lightning Frightening, tipico esempio di "hippy rock" registrato con Tim Renwick alla chitarra, Tony Visconti al basso e John Cambridge alla batteria. Considerata la line-up non è chiaro se il brano rappresenti uno scarto delle sessioni dell'album o se sia stato registrato nel periodo di Space Oddity.
| Anno | Formato    | Etichetta    | Paese                                                       | Note                    |
| ---- | ---------- | ------------ | ----------------------------------------------------------- | ----------------------- |
| 1972 | LP         | RCA Records  | Europa, USA, Australia, Nuova Zelanda, Sud Africa, Giappone |                         |
| 1976 | LP         | RCA Records  | USA, Giappone                                               |                         |
| 1982 | LP         | RCA Records  | Regno Unito                                                 |                         |
| 1984 | CD         | RCA Records  | Europa, USA                                                 |                         |
| 1984 | LP         | RCA Records  | Europa                                                      |                         |
| 1990 | CD         | EMI/Rykodisc | Europa, USA                                                 | Edizione rimasterizzata |
| 1990 | LP         | EMI/Rykodisc | Europa, USA                                                 | Edizione rimasterizzata |
| 1996 | CD         | EMI          | Giappone                                                    | Edizione rimasterizzata |
| 1999 | CD         | EMI/Virgin   | Europa, USA, Giappone, Australia                            | Edizione rimasterizzata |
| 2001 | LP         | Simply Vinyl | Regno Unito                                                 | Edizione rimasterizzata |
| 2005 | CD         | EMI          | Giappone                                                    | Edizione rimasterizzata |
| 2007 | CD         | EMI          | USA, Giappone                                               | Edizione rimasterizzata |
| 2015 | CD         | Parlophone   | Europa, USA, Australia                                      | Edizione rimasterizzata |
| 2016 | LP         | Parlophone   | Europa, USA                                                 | Picture disc            |
| 2016 | LP (180 g) | Parlophone   | Europa, USA                                                 | Edizione rimasterizzata |